# 트레져헌터 (기업)
트레져헌터 (TREASURE HUNTER)는 방송 프로그램 제작, 크리에이터를 발굴하고 지원하는 등의 멀티 채널 네트워크 회사이다. 트레져헌터에 소속된 대표적인 크리에이터로는 취한 무드등, 에드머, 꾹TV 등이 있다. 2015년에 설립되었다.
트레져헌터의 '트레져헌터 스튜디오'는 소속 크리에이터의 콘텐츠를 제작 및 커뮤니티 활동을 지원하는 제작 전문 스튜디오이다. HD 영상 제작 시스템, 방송사 재현 부조 시스템, 레코딩 스튜디오 등등 각종 편의시설을 갖추고 있다. 서울에 스튜디오를 두고 있다.

## 연혁
- 2015.01.05 트레져헌터 설립
- 2015.06 구글 유튜브 한국 공식 MCN 파트너 자격 취득 (Certified MCN Company)
- 2015.07 서울종합예술실용학교와 스타크리에이터 발굴, 육성을 위한 산학 협력 체결
- 2015.09 데일리모션 콘텐츠 공급 계약 체결
- 2016.02 KBS와 MCN 사업 해외공동진출 및 공동 제작 업무 협약 체결
- 2016.04 한국방송광고진흥공사(KOBACO)와 'K콘텐츠' 육성 업무협약 체결
- 2016.06 한중 공동 제작 실시간 라이브 아이돌쇼 K.I.S.S 방송 실시 (중국 판다TV, 바나나프로젝트)
- 2016.08 중국 유쿠와 콘텐츠 공급 및 협력 계약 체결

## 소속 인물
트레져헌터에는 유튜브 크리에이터와 연예인들이 소속되어 있다.
| 이름            | 컨텐츠   | 구독자    |
| --------------- | -------- | --------- |
| 꿀꿀선아        | ASMR     | 181만 명  |
| 지피티          | 헬스     | 80.9만 명 |
| 소개해주는남자  | 영화리뷰 | 68.2만 명 |
| 꾹TV            | 리뷰방송 | 180만 명  |
| 서담            | 쿠킹     | 84.4만 명 |
| 대륙남TV        | 예능     | 69.8만 명 |
| 잉여맨          | 게임     | 101만 명  |
| 치훈            | ASMR먹방 | 317만 명  |
| 방앗간비둘기    | 게임     | 58.3만 명 |
| 김인호 (유튜버) | 예능     | 62만 명   |
| 애정 (유튜버)   | ASMR먹방 | 285만 명  |
| 휘용            | 게임     | 50.2만 명 |

## 그 외
트레져헌터 소속 크리에이터 중 일부 크리에이터의 굿즈를 판매하는 온라인 샵인 '크리마켓'이 있다.